# Roy Emile Gereau
Roy Emile Gereau (Rock Island, 5 de dezembro de 1947) é um botânico e explorador americano.

## Carreira
Educado na University of Iowa e na Michigan Technological University, formou-se BA em 1969 e lecionou na Michigan Technological University e na Michigan State University (1975-1983), e no Missouri Botanical Garden, St. Louis, Missouri desde 1983, onde foi assistente Curadora desde abril de 2005.
Ele conduziu expedições botânicas na África (Camarões, República do Congo, Etiópia, Quênia, Madagascar, Tanzânia e Uganda) e nas Américas (Costa Rica, Guatemala e México).

## Interesses de pesquisa
Gereau especializou-se em florística e fitogeografia da África oriental, também se dedica a estudos colaborativos entre etnobotânica e arqueologia.
Gereau é conhecido por suas contribuições para o estudo das Ancistrocladaceae, Mimosaceae e Sapindales da África.

## Publicações
Gereau tem publicações em seu nome em revistas como Annals of the Missouri Botanical Garden, Economic Botany e Novon. Ele também faz parte do conselho editorial de Annals of the Missouri Botanical Garden e Novon. Junto com Jon C. Lovett, Chris K. Ruffo e James RD Taplin, ele é o autor do Field Guide to the Moist Forest Trees of Tanzania, que foi publicado em 2006. Participa da Flora Mesoamericana, um projeto colaborativo que visa identificar e descrever as plantas vasculares da Mesoamérica.
Em 2010, um gênero de plantas de Madagascar, Gereaua, foi nomeado em sua homenagem.